# TOONAMI
TOONAMI（トゥナミ）は、カートゥーン ネットワークのアニメの放送枠の名称。Cartoon Tsunamiの造語である。
当Wikiでは、日本版TOONAMIと米国版Toonamiが入り交じっている。

## 概要
TOONAMIはアクション要素が強い海外アニメ（カートゥーン）および日本アニメを中心に取り扱っている放送枠である。
バットマンやスーパーマン、スパイダーマンなどのアメリカン・コミックス作品の放送が主体で、日本のアニメでもスレイヤーズシリーズなどのアクション要素が強いアニメはこの枠で放送される。

## 放送形態の変化

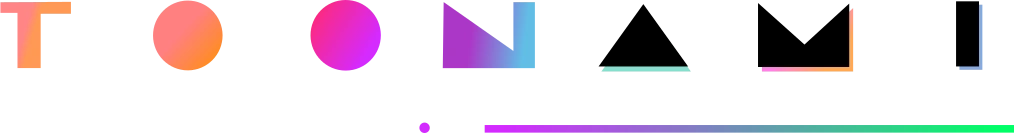
2022年から2025年まで使用された旧ロゴ。

2004年までは1日4本のアニメを2時間枠として毎日放送（最終回を迎えたアニメは次番組への入れ替えが無い場合、1話に戻ってループ放送）していたが、2005年ではTOONAMI大幅リニューアルに伴い土曜日の放送が無くなり、1時間半に短縮されてかつ週一回の放送に変更。月・日、火・木、水・金の各3本それぞれ違うアニメを放送し、9本のアニメを放送していた。
2006年は平日と日曜日合わせて5本に減らし、平日のみ1時間2本に短縮されたが、代わりに毎日放送に変更された。ただし、日曜日のみ3本1時間半放送と週一回の放送は変わっていなかった。
2007年前半になると日曜日の放送は再放送なしの1回きりになり、後半になると日曜日の放送枠が廃止されて3本減り、平日のみ1時間2本だけになった。
2008年になると、それまでは夕方に放送した内容の再放送をしていた深夜の枠に別のアニメを放送するようになり、平日の夕方1時間と深夜1時間に各2本ずつ計4本放送するようになったが、番組内のこのゾーンの扱いが通常の番組の扱いに変わってしまった。（ホームページではこのゾーンの扱いを続いているが、2008年12月17日にこのゾーンの扱いが通常の番組の扱いに変わってしまった。）
2009年より番組全体がリニューアルされたことでTOONAMIのゾーンは完全に廃止され終了となった。終了後、今までTOONAMIで放送されたアニメは従来通りの通常の番組として継続で放送されている。
2012年から米国カートゥーン ネットワークは、土曜日の深夜枠としてToonamiを再出発させ、日本アニメに重心を置いた。
2015年2月、視聴率不振を理由にToonamiはアダルトスイムとともに枠が縮小された。土曜日の午後11時半から日曜日朝6時までの6時間半分の放送枠はその半分にあたる土曜日午前12時から日曜日午前3時半までに短縮された。6時間半の枠のうち日曜日朝6時までの後半部分は昔の番組の再放送で、このうち『カウボーイビバップ』と『攻殻機動隊 S.A.C.』は十数年にわたって再放送を繰り返してきたが、2015年の再編により放送を終えた。
現在、Toonamiスロットは土曜日の午後12時から午前3時30分に移動された。
2018年のエイプリルフールではToonamiが日本語化（#トゥナミ）、『フリクリ プログレ』の1話を日本語（※[アダルトスイム]は[泳ぐ大人]と表記）で流し『マインド・ゲーム』を英語字幕付きの日本語で放送。その後『攻殻機動隊 S.A.C. 2nd GIG』に至るまで全てのアニメが英語字幕付きの日本語で放送された。

## 日本版での放送作品

### 海外アニメ（カートゥーン）作品
- X-メン:エボリューション
- Gen:Lock
- サムライジャック（※1）
- ジャスティス・リーグ
- シャドウレイダース
- スーパーマン
- スター・ウォーズ クローン大戦
- スパイダーマン
- 戦え!超ロボット生命体トランスフォーマー
  - 戦え!超ロボット生命体トランスフォーマー2010
- ティーン・タイタンズ（※2）
- バットマン
  - バットマン・ザ・フューチャー
  - ザ・バットマン
- ビーストウォーズ 超生命体トランスフォーマー
  - ビーストウォーズメタルス 超生命体トランスフォーマー
  - 超生命体トランスフォーマー ビーストウォーズリターンズ

（※1）サムライジャックは2006年の新作エピソード放映後、CARTOON CARTOONS作品として取り扱われており、TOONAMI枠では放送されなくなった。
（※2）ティーン・タイタンズ初放送時（2004年末）はTOONAMI枠外で放送されていたが、2005年にTOONAMI枠に移動された。

## 海外版での放送作品

### 日本製アニメ（シンジケート放送含む）
- アイシールド21
- うずまき（Production I.Gと共同制作）
- 機動戦士ガンダム（Toonamiでも放送）
  - 機動戦士ガンダム0080 ポケットの中の戦争（Toonamiでも放送）
  - 機動戦士ガンダム0083 STARDUST MEMORY（最終回のみTV-PG指定）
- クレヨンしんちゃん
- 機動警察パトレイバー
- 天元突破グレンラガン
- ヘルシング Ultimate OVA シリーズ
- NARUTO -ナルト- 疾風伝
- ジョジョの奇妙な冒険：スターダストクルセイダース
- ジョジョの奇妙な冒険：ダイヤモンドは砕けない
- 僕のヒーローアカデミア
- ルパン三世
- 新世紀エヴァンゲリオン
- 星方武侠アウトロースター（無修正版）
- ワンパンマン
- サムライチャンプルー
- スクライド
- OH!スーパーミルクチャン
- ロードス島戦記
- 天地無用!（無修正版）
- 進撃の巨人
- 寄生獣（テレビアニメ版）
- ドラゴンボール シリーズ
  - ドラゴンボール改
- 妄想代理人
- 女神候補生（無修正版）
- スペース☆ダンディ
- 食戟のソーマ
- BLEACH
- THE ビッグオー
- コードギアス 反逆のルルーシュ、R2
- カウボーイビバップ（アダルトスイムとしての初作品）
- フリクリ
- 鋼の錬金術師 FULLMETAL ALCHEMIST
- 攻殻機動隊 STAND ALONE COMPLEX、攻殻機動隊 S.A.C. 2nd GIG
- 犬夜叉
- 交響詩篇エウレカセブン
- トライガン

2015
- キルラキル
- ソードアート・オンラインII
- ミチコとハッチン
- アカメが斬る!
- 寄生獣 セイの格率
- 大怪獣ラッシュ ウルトラフロンティア（CGアニメ） - 英語ローカライズ版

2016
- サムライチャンプルー
- Dimension W
- HUNTER×HUNTER（日本テレビ版）
- 機動戦士ガンダム 鉄血のオルフェンズ
- ワンパンマン
- ジョジョの奇妙な冒険

2017
- ドラゴンボール超（TV-PG指定）
- 機動戦士ガンダムユニコーン RE:0096
- 東京喰種トーキョーグール
- Sand Whale and Me：砂クジラと私（Toonami20周年記念作品）
- ルパン三世 PART IV
- 東京喰種トーキョーグール√A
- ジョジョの奇妙な冒険 スターダストクルセイダース
- 星方武侠アウトロースター
- ブラッククローバー

2018
- 僕のヒーローアカデミア
- TV版フリクリ プログレ（劇場版を再編成）
- ポプテピピック（TV-14/TV-MA指定）
- ジョジョの奇妙な冒険 ダイヤモンドは砕けない
- TV版フリクリ オルタナ（劇場版を再編成）
- BORUTO-ボルト- -NARUTO NEXT GENERATIONS-
- モブサイコ100
- メガロボクス

2019
- ソードアート・オンライン アリシゼーション
- 約束のネバーランド
- ルパン三世 PART5
- 食戟のソーマ
- 機動戦士ガンダム THE ORIGIN 前夜 赤い彗星
- 炎炎ノ消防隊
- Dr.STONE
- 鬼滅の刃
- ジョジョの奇妙な冒険 黄金の風

2020
- ソードアート・オンライン アリシゼーション War of Underworld
- 妄想代理人
- 暗殺教室

2021
- SSSS.GRIDMAN
- 半妖の夜叉姫
- ハーレイ・クイン
- 海賊王女
- ブレードランナー：ブラック・ロータス

2022
- メイドインアビス 烈日の黄金郷
- Shenmue the Animation
- ルパン三世 PART6
- C団地

2023
- ユニコーン: ウォリアーズ エターナル
- スーパーマンとの冒険
- TV版フリクリ グランジ（劇場版を再編成）
- TV版フリクリ シューゲイズ（劇場版を再編成）

2024
- リコリス・リコイル
- NINJA KAMUI
- ゾン100〜ゾンビになるまでにしたい100のこと〜
- 美少女戦士セーラームーン (Rewind)
- Rick and Morty: The Anime
- UZUMAKI

2025
- LAZARUS ラザロ
- ニワトリ・ファイター

#### 映画・劇場版アニメ
- アニマトリックス
- 劇場版 カウボーイビバップ 天国の扉（R指定）
- エスカフローネ
- 犬夜叉 時代を越える想い
- 犬夜叉 鏡の中の夢幻城
- 犬夜叉 天下覇道の剣
- 犬夜叉 紅蓮の蓬莱島
- メトロポリス（PG-13指定）
- 機動戦士ガンダム 逆襲のシャア（PG-13指定）
- マインド・ゲーム（英語字幕付きの日本語）

## TOONAMIショートコーナー
2004年頃までTOONAMI独自のショートコーナーとしてヒーローのプロフィールを紹介するコーナーがあったが、2006年頃に一切放送されなくなり事実上廃止となった。紹介されていたのはジャック（サムライジャック）、スーパーマン（スーパーマン）、バットマン（バットマン）、新バットマン（バットマン・ザ・フューチャー）、ジョン・ジョーンズ（ジャスティス・リーグ）、コンボイ（ビーストウォーズ 超生命体トランスフォーマー）で、各キャラクターの特徴や弱点などを紹介していた。
同じく2004年頃までアイキャッチや次の番組を紹介する案内役としてTOM（トム）（声 - 草尾毅/英 - スティーヴン・ブルーム）というロボットキャラクターがいたが、2005年のリニューアルに伴い一切登場しなくなり、実質解雇となった。TOMの共催はSARA（サラ）（声 - 野沢雅子/英 - サリー・ティムズ）であった。あいつらの敵はスワイザック（声 - 喜田あゆ美/英 - カリー・ペイトン）というコンピュータウイルスキャラクターでもあった。
サムライジャックの新エピソード放送時にgrooviesというミュージッククリップを想定したコーナーで新エピソード放送直後（もしくは直前）に寺田創一作曲の「SAMURAI JACK」という新曲が放送されていた。この「SAMURAI JACK」は新エピソード放送期間終了後、CARTOON TUNES（旧・groovies）でも放送されている。